# Acacia mossambecensis
Acacia mossambecensis é uma espécie de leguminosa do gênero Acacia, pertencente à família Fabaceae.